# Albert Krogmann
Albert Krogmann (* 5. April 1941; † 10. April 1999 in Italien) war ein deutscher Fernsehjournalist, der besonders als Gesellschaftsreporter bekannt wurde.

## Leben
Der gelernte Journalist kam bereits in jungen Jahren zum Fernsehen: Von 1961 bis 1966 war er Regisseur des ARD-Nachrichtenmagazins Panorama, das zu dieser Zeit u. a. von Werner Baecker und Joachim Fest moderiert wurde.
Einem breiten Publikum wurde Krogmann jedoch als Gesellschaftsreporter bekannt: Von 1977 bis 1993 moderierte er in der ARD das SWF-Unterhaltungsmagazin Bitte umblättern, in dem er Beiträge zu Mode, Film und Lifestyle sowie Interviews mit Prominenten aus der Film- und Musikszene präsentierte.
Daneben drehte er verschiedene Dokumentationen, u. a. über die Band Smokie, über Ted Herold und über die Hamburger Musikszene um Udo Lindenberg (Von Udo, Otto, Django und anderen). Er selbst gab aufgrund seiner großen Bekanntheit auch Cameo-Auftritte in Filmproduktionen wie Ulrich Schamonis Das Traumhaus (1980).
Krogmann veröffentlichte gemeinsam mit dem Journalisten Peter H. Jamin den Bildband Fernweh exklusiv über die schönsten Strandhotels der Welt.